# Semperoper
Semperoper (nemška izgovarjava: [ˈzɛmpɐˌʔoːpɐ] ()) je operna hiša Sächsische Staatsoper Dresden (Saška državna opera) in koncertna dvorana Staatskapelle Dresden (Saški državni orkester). Je tudi dom Semperoper Ballett. Stavba stoji na Theaterplatzu blizu reke Labe v zgodovinskem središču Dresdna v Nemčiji.
Operno hišo je prvotno zgradil arhitekt Gottfried Semper leta 1841. Po uničujočem požaru leta 1869 je bila operna hiša ponovno zgrajena, deloma spet s Semperjem in dokončana leta 1878. Operna hiša ima dolgo zgodovino premier, vključno z velikimi deli Richarda Wagnerja in Richarda Straussa.

## Zgodovina stavbe

### Prejšnja stavba pri Zwingerju
Najzgodnejša predhodnica je bila operna hiša na Taschenbergu, ki je bila slovesno odprta leta 1667, a leta 1708 spremenjena v katoliško dvorno kapelo. Operna hiša v Zwingerju, ki je obstajala od leta 1719 do 1849, se pogosto imenuje 'predhodnica' Semperopere. Vendar pa je trinadstropno gledališče, ki sprejme do 2000 obiskovalcev, nedaleč od današnjega paviljona z zbirko porcelana v  Zwingerju, do leta 1763 delovalo le kot opera. Po tem se je do leta 1841 uporabljala tako imenovana operna hiša Morett, operna hiša Zwinger pa je postala reduta in koncertna dvorana.

### Prva stavba
Od leta 1838 do 1841 je gradbeni mojster Gottfried Semper (1803–1879) zgradil novo dvorno gledališče. Okrogla stavba v oblikah italijanske zgodnje renesanse je zaslovela kot eno najlepših evropskih gledališč. Razburjenje je povzročila tudi digitalna ura dresdenskega urarja Gutkaes, nameščena nad odrom. Semperjeva prva operna hiša je bila bistveno bližje gradu kot njegova druga gledališka stavba, ki obstaja še danes; predhodnik današnjega gledališkega trga je bil urejen pred opero leta 1840. 21. septembra 1869 je bila stavba popolnoma uničena v požaru.

### Vmesna gradnja
Samo štiri tedne po požarni katastrofi so se začela gradbena dela na prehodnem gledališču na Zwingerwallu za ruševinami starega gledališča. Po samo šestih tednih gradnje je bilo prizorišče, ki je bilo zgrajeno z uporabo preprostih gradbenih materialov in je nudilo prostor za okoli 1800 obiskovalcev ter popularno znano kot Bretterbude, odprto z Goethejevo Ifigenijo na Tavridi 2. decembra 1869.

### Druga stavba
Gottfried Semper je moral leta 1849 pobegniti zaradi svoje vpletenosti v majske vstaje in dolga leta ni več smel stopiti na saška tla. V tem času v tujini je na primer skupaj s Carlom von Hasenauerjem ustvaril dunajski Burgtheater. Po uničenju prve Semperopere leta 1869 se je leta 1871 začela gradnja drugega dvornega gledališča. Med gradnjo se Gottfried Semper še vedno ni smel vrniti na Saško, zato so njegovo novo zasnovo na Theaterplatzu izvajali od 1871 do 1878 pod gradbenim nadzorom njegovega najstarejšega sina Manfreda Semperja (1838–1913). Slavnostno odprtje Državne opere je bilo 2. februarja 1878 z Jubelouvertüre Carla Marie von Webra in Goethejevo Ifigenijo na Tavridi.
Stavba gledališča ima veličastno notranjost. Manfred Semper je naročil Ludwigu Teubnerju, nekdanjemu zaposlenemu pri Gutkaeju, da izdela novo digitalno uro, ki temelji na Gutkaejevem modelu. Stropno poslikavo in zasnovo friza nad proscenijem je po Semperjevih načrtih izdelal James Marshall.
Ta druga stavba je bila močno poškodovana ob koncu druge svetovne vojne v zračnem napadu na Dresden v noči na 13. februar 1945. Zaradi zračnega napada so zgoreli veliki deli stavbe. Ogenj je uničil avditorij in oder, zrušila pa se je tudi zadnja stena odra. Ogenj je zgrešil le hodnike.

### Rekonstrukcija
Od leta 1948 naprej so lahko predstave nadaljevali v Veliki hiši Državnega gledališča, ki je takrat služilo kot multidisciplinarno gledališče za opero, balet, dramo in državni orkester. Slovesna otvoritev je bila 22. septembra 1948 z Beethovnovim Fideliom.
Po drugi svetovni vojni so varnostna dela od 1946 do 1955 in idejne študije od 1968 do 1976 pripravile obnovo.
24. junija 1977 je bil položen temeljni kamen in izvedena rekonstrukcija pod vodstvom Wolfganga Hänscha kot glavnega arhitekta. Po eni strani so razširili avditorij, po drugi strani pa so stene v odru pomaknili navzven, da bi zadostili povečanim prostorskim zahtevam sodobnega opernega delovanja. Število sedežev se je zmanjšalo na 1300. Sicer pa je bila stavba prezidana po Semperjevih načrtih.
Dodana je bila sodobna stavba, ki se uporablja kot oder za vaje, drugo prizorišče, funkcionalna stavba in upravni sedež. S stavbo opere je povezana z mostovi. Zunanjo fasado na vogalih krasijo štiri maske iz peščenjaka Petra Makoliesa, ki so bile izdelane med letoma 1982 in 1984. Maske merijo 2,7 krat 5,2 metra. Nova stavba sega v območje Bernhard-von-Lindenau-Platz/Terrassenufer.
Leta 1983 je prišlo do upravne ločitve med opero, baletom, Staatskapelle in dramo: ustanovljeni sta bili Staatsschauspiel in Dresdenska državna opera, pri čemer je slednja vsebovala oddelke za opero, balet in Staatskapelle.
13. februarja 1985, ob 40. obletnici vojnega uničenja, je bila Semperoper ponovno odprta z opero Der Freischütz Carla Marie von Webra pod vodstvom režiserja Maxa Gerda Schönfelderja – prav s tem delom s katerim so 31. avgusta 1944 zaprli operno hišo. Ob 30. obletnici ponovnega odprtja je maja 2015 znova potekal Semperopenair s Freischützom.
Leta 1985 je bila ustanovljena osrednja gledališka blagajna. Je v sosednji Altstädtische Hauptwache.
Čeprav je bila že državna opera, je opera po ponovni združitvi dobila uradni naziv Saška državna opera. Poplave Labe avgusta 2002 so operni hiši povzročile za 27 milijonov evrov škode. Tri mesece po poplavi, 9. novembra 2002, so plesalci baleta Semperoper in Saškega državnega orkestra odprli sezono z baletom Iluzije - kot Labodje jezero.
V okviru praznovanja 800. obletnice mesta Dresden je 13. januarja 2006 v dvorani in na odru prvič potekal Dresdenski operni ples, ki je nadaljeval tradicijo, ki je obstajala od leta 1925 do 1939. Za ta ples, ki od takrat poteka vsako leto, so sedeži v operi delno odstranjeni.
V začetku leta 2013 sta se Državna opera in Državno gledališče ponovno združila pod okriljem Saškega državnega gledališča.
- Druga stavba po letu 1880, fotografija August Kotzsch
- Semperoper na Theaterplatzu (s spomenikom kralju Janezu) okrog 1900; v ozadju dimnik toplarne, desno stari hotel Bellevue na Elbi in levo v ozadju markantna stavba tovarne cigaret Yenidze
- Semperjeva opera, julij 1945
- Semperoper 2013
- Zračni posnetek Semperopere s spomenikom kralju Janezu pred njo ponazarja bližino Labe
- Lokacija Semperopere nad Labo

## Arhitektura in umetniško oblikovanje
Sloves, ki ga je Gottfried Semper užival kot dober arhitekt v času svojega življenja, je temeljil na njegovem mojstrskem ravnanju z obliko. Njegove impresivne arhitekturne kompozicije niso bile le umetniške vrednosti, ampak tudi praktične in funkcionalno pravilne. To pa je bila osnova za cenitev, ki je bila Semperju podeljena tudi takrat, ko je bila raba zgodovinskih oblik videti kot odveč in zato vredna kritike.
Njegovo tako učinkovito urbanistično strukturo nad glavnim portalom krona bronasta panterjeva kvadriga z Dionizom in Ariadno Johannesa Schillinga. Zahodna fasada zakulisja je okrašena s saškim grbom, figurama Ljubezen in Pravičnost ter doprsnim kipom Gottfrieda Semperja. Ob vhodu stojita kipa Johanna Wolfganga von Goetheja in Friedricha Schillerja, v stranskih nišah pročelja pa William Shakespeare, Sofoklej, Molière in Evripid.
Notranjost ima logično prostorsko zgradbo, ki jo po osnovni obliki in razporeditvi prostorov lahko štejemo skoraj za prototip gledaliških stavb. Zagotavlja varno, jasno in impresivno vodenje obiskovalcev do avditorija in je primerna tudi kot arhitekturni okvir za družabna srečanja med odmori v gledališču. Predvsem pa zasnova avditorija ponuja najboljše akustične pogoje za predstave in opere.
Semper je ta funkcionalni prostorski organizem realiziral v oblikah, ki se zadolžujejo na antično tradicijo in sledijo predvsem vzorom iz italijanske renesanse. Pokrivajo površino gradbene konstrukcije in so v glavnem izdelani iz štukature znotraj stavbe, ki se nanaša na stene in strope, ki obdajajo prostor. Zgodovinsko pokrivalo je moralo zadostiti intelektualnim zahtevam, ki jih je občinstvo Semperjevega časa postavljalo svojemu gledališču: bogata, dekorativna in praznična obleka zgodovinskih oblik je morala ponazarjati idealnost humanistične misli in hkrati kulturnemu dogajanju dati reprezentativnost, dvignjen iz vsakdanjega življenja, da bi zagotovil okvir. Že Semper je leta 1863 v svoji teoriji oblačenja opisal to »obleko« strukturnih komponent z okrasnimi oblikami.
- Kvadriga nad glavnim portalom
- Semperoper z gledališčem Theaterplatz, pogled s stolpa Residenzschloss
- Pogled na operno dvorano s stropno dekoracijo
- Panoramski pogled na operno dvorano
- Odrska scena za koncerte
- Okraski školjk služijo za distribucijo zvoka

### Okrasna zavesa
Eden najbolj impresivnih elementov notranje opreme Semperjeve opere je 17 krat 12 metrov velika in 400 kilogramov težka okrasna zavesa Ferdinanda Kellerja, ki sta jo za rekonstrukcijo hiše na novo ustvarila slikarja Gerhard Keil in Walter Teichert v palači v Velikem vrtu. Zavesa je narejena iz ročno šivanega belgijskega platna, ki je bilo poslikano z barvami, mešanimi s starodavno tehniko.
Poslikana okrasna zavesa prikazuje veliko figurativno kompozicijo, uokvirjeno z bogato okrašenimi frizi. Zgornji in spodnji friz vsebujeta putta s sadnimi in cvetličnimi girlandami, zgoraj šest slikovnih medaljonov pesnikov, spodaj sedmih skladateljev. Zgornji srednji medaljon nosi prepleteni začetnici saškega kraljevega para AC - Alberta in Carole. Upodobljeni pesniki so: Sofoklej, Shakespeare, Molière, Lessing, Schiller in Goethe; kot skladatelji: Gluck, Mozart, Beethoven, Weber, Rossini, Meyerbeer in Wagner.
Likovno kompozicijo v sredini uokvirja bujni sadni venec, v katerega so vtkane gledališke maske. Krilata ženska figura sedi na kamnitem stopničastem prestolu - alegorija fantazije - in z desnico dviguje gorečo baklo. Ob njeni levi strani sedi ženska figura, ki gleda proti njej s knjigo in peresom, alegorična figura resne poezije. Desno od fantazije sta dve ženski figuri z liro in violino, ki predstavljata instrumentalno glasbo. To osrednjo skupino podpira zavesa, ki jo dvigujeta dva leteča angela putta. V ospredju ležita dve ženski figuri. Na levi strani je putto, ki bo ženski nataknil bedasto kapo. V desni roki drži harlekinovo palico; gre za poezijo komedije. Po njej se naslanja tudi vaza z dionizičnimi motivi v spodnjem levem kotu slike. S temi temami je usklajena tudi herma Favna, medtem ko resna stoječa figura v ozadju, ki ji putto drži odprto knjigo, simbolizira zgodovino. V spodnjem desnem kotu slike sedi ženska in poje, putto pa pred njo drži odprto knjigo. Atribut figure umetnosti petja je labod. V ozadju sta prikazani dve plešoči figuri. Bakla navdihujoče domišljije sveti na tragedijo, komedijo in zgodovino na eni ter na glasbo, petjem in plesom na drugi strani. Obstaja torej ohlapno sklicevanje na muze Melpomeno, Talijo, Clio, Erato, Polihimnio in Terpsihoro, čeprav so njihovi klasični atributi delno nadomeščeni z atributi sodobnega gledališča.
Po skoraj 30 letih je bil zastor leta 2013 očiščen in obnovljen. Stroški so bili okoli 40.000 evrov.

### Proskenijev friz
Odrski portal Semperopere je okrašen s frizom, ki prikazuje like iz dram in oper, ki temeljijo na alegoriji Justitia Poetica (Poetična pravičnost), upodobljene v sredini friza (od leve proti desni): Papageno, župan, Colombine (balet), Pierrot, Basilio, brivec, Samiel, Max, Agathe, Tannhäuser, Fenella, Masaniello, vodonosec, Florestan, Don Juan, Kamniti gost, Donna Anna, Ifigenija, Evterpa, Komos, Justitia Poetica, Evmenida, Antigona, Ojdip, Melpomena, Otelo, Desdemona, Mefistofel, Gretchen, Faust, Natan, Wallenstein, Donna Diana, Puck, skopuh, Kaliban, kapucin (Wallensteinov tabor), paž in Falstaff.

### Odrska brošura za koncerte
Od oktobra 2015 ima Semperoper nov koncertni oder, tako imenovano »koncertno sobo«. Za model je služil dizajn Gottfrieda Semperja za gledališče Königliches Hoftheater Dresden (Kraljevo dvorno gledališče) v Dresdnu. Po njegovi zamisli naj bi avditorij našel nadaljevanje na odru. Akustiko so preizkusili z različnimi izvedbami in nato izdelali model. Proizvodnjo in gradnjo sta izvedli italijanski podjetji Suono Vivo Padua in Arianese Milan. Prospekt krasijo medaljoni z glavami glasbenikov in mecenov. Natančneje, to so volilni knez Moritz, Heinrich Schütz, August II., Johann Adolph Hasse, August III., Johann Gottlieb Naumann, Carl Maria von Weber, Gottfried Semper, Richard Wagner, Ernst von Schuch in Richard Strauss. Spredaj so imena: Ernst von Schuch – Nikolaus Graf von Seebach – Fritz Busch.

## Semper Zwei
Saška državna opera Dresden upravlja Semper Zwei kot svoje drugo prizorišče v nekdanjem krilu menze, prizidku v slogu 1980-ih. Od leta 2014 do 2016 je bilo preurejeno v drugo prizorišče z 200 sedeži za gledalce. Semper Zwei služi kot oder za mlado sceno, za bolj eksperimentalne glasbene in plesno gledališke formate.

## Tradicija Richarda Straussa
Tesna povezava med skladateljem Richardom Straussom in Dresdnom sega v Ernsta von Schucha. Schuch je od leta 1872 do svoje smrti 10. maja 1914 kot generalni glasbeni direktor Semperopere v Dresdnu izvedel štiri Straussove opere zapored: Feuersnot, Salome, Elektra in Der Rosenkavalier. Njegova naslednika Fritz Busch in Karl Böhm sta nadaljevala to tradicijo. V prvih desetletjih 20. stoletja je bilo izdanih več novih produkcij. Do danes so opere, pa tudi orkestralna dela Richarda Straussa, med glavnimi poudarki repertoarja Semperopere: »To hišo je obdaril tako bogato, da mu to preprosto dolgujemo«, kot Christian Thielemann kot v. d. je ob Dnevih Richarda Straussa 2014 dejal šef dirigent Staatskapelle Dresden.
Med letoma 1901 in 1938 je bilo v Dresdnu premierno uprizorjenih devet od petnajstih oper Richarda Straussa.